# Themaroides robertsi
Themaroides robertsi är en tvåvingeart som beskrevs av Hardy 1986. Themaroides robertsi ingår i släktet Themaroides och familjen borrflugor. Inga underarter finns listade i Catalogue of Life.